# Nabil ez-Zahr
Nabil ez-Zahr (Alès, 1986. augusztus 27.) francia–marokkói labdarúgó, jelenleg a qatari Al Ahli Doha játékosa. Alacsony, gyors támadó, főleg a jobb szélen és a csatárok mögött játszik.

## Pályafutása

### Franciaország
10 éves korától majdnem 10 éven keresztül francia csapatokban futballozott.

### Liverpool
Az ifjú támadó 200 000 fontért érkezett az angol Liverpool FC-hez 2006 augusztusában.
Szeptember 28-án mutatkozott be a tartalékcsapatban, a felnőtt csapat tagjaként pedig november 29-én lépett először pályára, a Portsmouth ellen a 71. percben cserélték be.
A Cardiff City elleni Ligakupa-meccsen volt először kezdőjátékos, ekkor szerezte meg első gólját a nagycsapatban.
A 2008–09-es szezonra a korábbi 42-es mez helyett a 31-es számot kapta meg, s 15 bajnokin kapott lehetőséget.
A 2009–10-es szezonban ismét kevesebbet játszott, mindössze 3 bajnokin és 4 Európa-liga-mérkőzésen lépett pályára.

### PAÓK
A 2010–11-es szezonra a görög PAÓK-hoz ment kölcsönbe, ahol 23 mérkőzésen 3 gólt szerzett.

### Levante
2011 augusztusában elengedte a Liverpool, majd a spanyol Levante szerződtette le a marokkói támadót.

### Válogatott
Bár ez-Zahr Franciaországban született, úgy döntött, hogy szülei hazája, Marokkó nemzeti válogatottjában szerepel. Franciaországot ifjúsági szinten képviselte.
A 2005-ös ifjúsági labdarúgó-világbajnokságon a marokkói válogatottal az elődöntőig meneteltek, ahol 3–0-s vereséget szenvedtek Nigériától, majd a bronzmeccsen Brazíliától kaptak ki 2–1-re, így a negyedik helyen végeztek.
Ez-Zahr Marokkó mezét először 2008. március 26-án, a Belgium elleni barátságos meccsen ölthette magára, ahol gólt is szerzett, így csapata idegenben 4–1-re győzött.

## Statisztika
Utoljára frissítve: 2011. augusztus 23.
| Klub      | Szezon    | Premier League | Premier League | FA-kupa      | FA-kupa      | Ligakupa | Ligakupa | UEFA  | UEFA | Egyéb | Egyéb | Összesen | Összesen |
| Klub      | Szezon    | Meccs          | Gól            | Meccs        | Gól          | Meccs    | Gól      | Meccs | Gól  | Meccs | Gól   | Meccs    | Gól      |
| --------- | --------- | -------------- | -------------- | ------------ | ------------ | -------- | -------- | ----- | ---- | ----- | ----- | -------- | -------- |
| Liverpool | 2006–07   | 3              | 0              | 0            | 0            | 0        | 0        | 0     | 0    | —     | —     | 3        | 0        |
| Liverpool | 2007–08   | 0              | 0              | 1            | 0            | 2        | 1        | 0     | 0    | —     | —     | 3        | 1        |
| Liverpool | 2008–09   | 15             | 0              | 0            | 0            | 2        | 0        | 2     | 0    | —     | —     | 19       | 0        |
| Liverpool | 2009–10   | 3              | 0              | 0            | 0            | 0        | 0        | 0+4   | 0+0  | —     | —     | 7        | 0        |
| Liverpool | Liverpool | 21             | 0              | 1            | 0            | 4        | 1        | 6     | 0    | —     | —     | 32       | 1        |
| Klub      | Szezon    | Szúper Línga   | Szúper Línga   | Görög Kupa   | Görög Kupa   | —        | —        | UEFA  | UEFA | Egyéb | Egyéb | Összesen | Összesen |
| Klub      | Szezon    | Meccs          | Gól            | Meccs        | Gól          | Meccs    | Gól      | Meccs | Gól  | Meccs | Gól   | Meccs    | Gól      |
| PAÓK      | 2010–11   | 12             | 3              | 4            | 0            | —        | —        | 7     | 0    | —     | —     | 23       | 3        |
| Klub      | Szezon    | La Liga        | La Liga        | Copa del Rey | Copa del Rey | —        | —        | UEFA  | UEFA | Egyéb | Egyéb | Összesen | Összesen |
| Klub      | Szezon    | Meccs          | Gól            | Meccs        | Gól          | Meccs    | Gól      | Meccs | Gól  | Meccs | Gól   | Meccs    | Gól      |
| Levante   | 2011–12   | 0              | 0              | 0            | 0            | —        | —        | —     | —    | —     | —     | 0        | 0        |
| Összesen  | 2006–     | 33             | 3              | 5            | 0            | 4        | 1        | 13    | 0    | 0     | 0     | 32       | 1        |

## Külső hivatkozások
- Ez-Zahr adatlapja a Levante oldalán
- Ez-Zahr profilja az LFChistory.net-en